# اندیس لبه کال
لبه کال یک اندیس فلزی است که در حوالی شهر داورزن استان سمنان قرار دارد و مادهٔ معدنی موجود در آن، مس است.سنگ میزبان این اندیس آندزیت،کنگلومرا است  